# 诺索尔特
诺索尔特（英語：Northolt）是英格蘭倫敦西北部的一個地區，位於查令十字西北11英里（17.7），屬於伊靈區。大聯盟運河位於這裡。1961年時這裡人口有26,000人，1991年時已增加至32,000人。

## 外部連結
- A history of pony racing in Northolt
- Ealing Council（页面存档备份，存于）